# Borago
Borago L., 1753 è un genere di piante della famiglia delle Boraginaceae.

## Descrizione
Il genere comprende piante annuali o perenni i cui fiori sono portati da cime ramificate più o meno ispide, più o meno dense, di solito bratteate.

Il calice, diviso fin quasi alla base, è accrescente.

La corolla  di colore blu, rosa o bianca, può assumere forma da rotata a campanulata, con tubo corto o assente e con corte scaglie, glabre, smarginate, eserti. 

Gli stami eserti, sono inseriti vicino alla base della corolla; con le antere conniventi e mucronate; i filamenti hanno una lunga e stretta appendice all'apice.

Lo stilo è incluso e porta uno stimma capitato. 

Le nucule obovoidi, erette, rugose, sono concave e con uno spesso anello a guisa di collare alla base.

I semi sono dotati di elaiosomi che ne facilitano la disseminazione da parte delle formiche (mirmecoria).

## Distribuzione e habitat
Il genere è diffuso in Europa meridionale (Portogallo, Spagna, Francia, Italia, Balcani) e Nord Africa (Marocco, Algeria, Tunisia, Libia). In Italia è comune in tutta la penisola e nelle isole maggiori.
Le specie di questo genere si rinvengono in luoghi coltivati e macereti.

## Tassonomia
Il genere comprende le seguenti specie:
- Borago longifolia Poir.
- Borago morisiana Bigazzi & Ricceri
- Borago officinalis L.
- Borago pygmaea (DC.) Charter & Greuter
- Borago trabutii Maire

## Usi
Spesso vengono coltivate come piante ornamentali.